# LMC P3
LMC P3 est un système binaire localisé dans le Grand Nuage de Magellan, détecté en 2012 par Chandra et d'abord classé comme une binaire X à forte masse candidate (nommée CXOU J053600.0–673507) avant d'être reclassé comme une binaire gamma. Il s'agit de la première binaire gamma découverte dans une autre galaxie que la Voie lactée et la plus lumineuse au moment de sa découverte. Le système est situé dans le rémanent DEM L241, possède une période orbitale d'environ 10,3 jours et pourrait évoluer vers le stade de binaire X.